# Sascha Heymans
Sascha Heymans (* 12. September 1978 in Starnberg) ist ein deutscher Schauspieler. 

## Leben
Sascha Heymans besuchte das Gymnasium. Zudem nahm er Unterricht an der staatlich anerkannten Ballettakademie Heinz Bosl-Stiftung in München und genoss eine private Schauspielausbildung bei Christian Hoening, sowie diverse Schauspielweiterbildungskurse, wie z. B. in Method-Acting.
Des Weiteren absolvierte er eine zehnjährige Klavierausbildung (bei Christian Friese) sowie in Gesang bei Elane Baker (New York).

## Filmografie (Auswahl)
- 1997–2011: Marienhof (TV-Serie)
- 1998: Eine ungehorsame Frau
- 1999: Harte Jungs
- 2000: Die Rote Meile
- 2001: Polizeiruf 110: Fluch der guten Tat
- 2001: Der Warter
- 2001–2007: SOKO 5113 (TV-Serie, vier Folgen)
- 2001–2002: Absolut das Leben (TV-Serie, 21 Folgen)
- 2002: Die Wache
- 2004: Bernds Hexe
- 2006: Wilsberg – Falsches Spiel
- 2006: Lotta in Love (TV-Serie, 35 Folgen)
- 2007: Miracle at St. Anna
- 2008: Die Rosenheim-Cops – Bis dass der Tod sie scheidet